# Poecilus cupreus
Poecilus cupreus là một loài bọ cánh cứng thuộc họ Carabidae đặc hữu của miền Cổ bắc (bao gồm châu Âu). Ở châu Âu, nó được tìm thấy ở almost every country và is only absent in a number of small states và islands: Andorra, Açores, quần đảo Canaria, Quần đảo Eo Biển, quần đảo Cyclades, Síp, quần đảo Dodecanese, Quần đảo Faroe, Franz Josef Land, Gibraltar, Iceland, Madeira, Malta, Monaco, quần đảo North Aegean, Novaya Zemlya, San Marino, Quần đảo Selvagens, Svalbard và Jan Mayen và Vatican.

## Hình ảnh

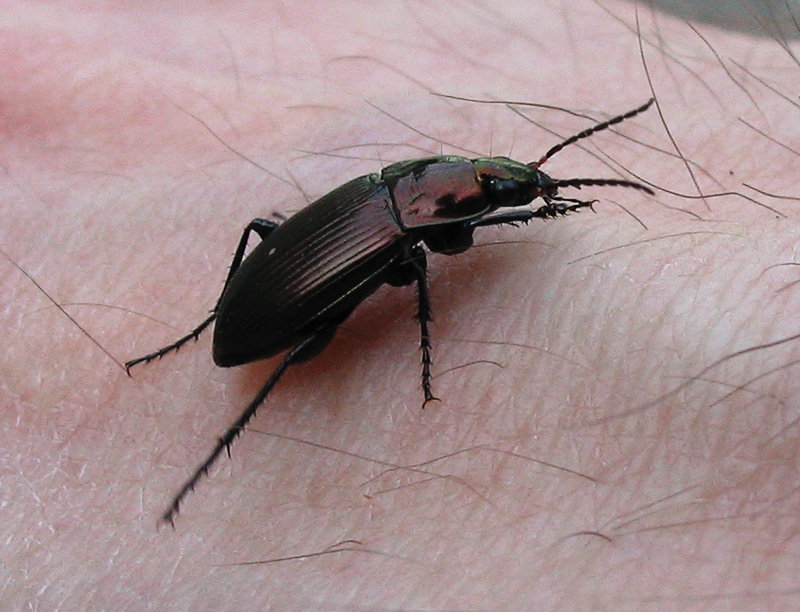
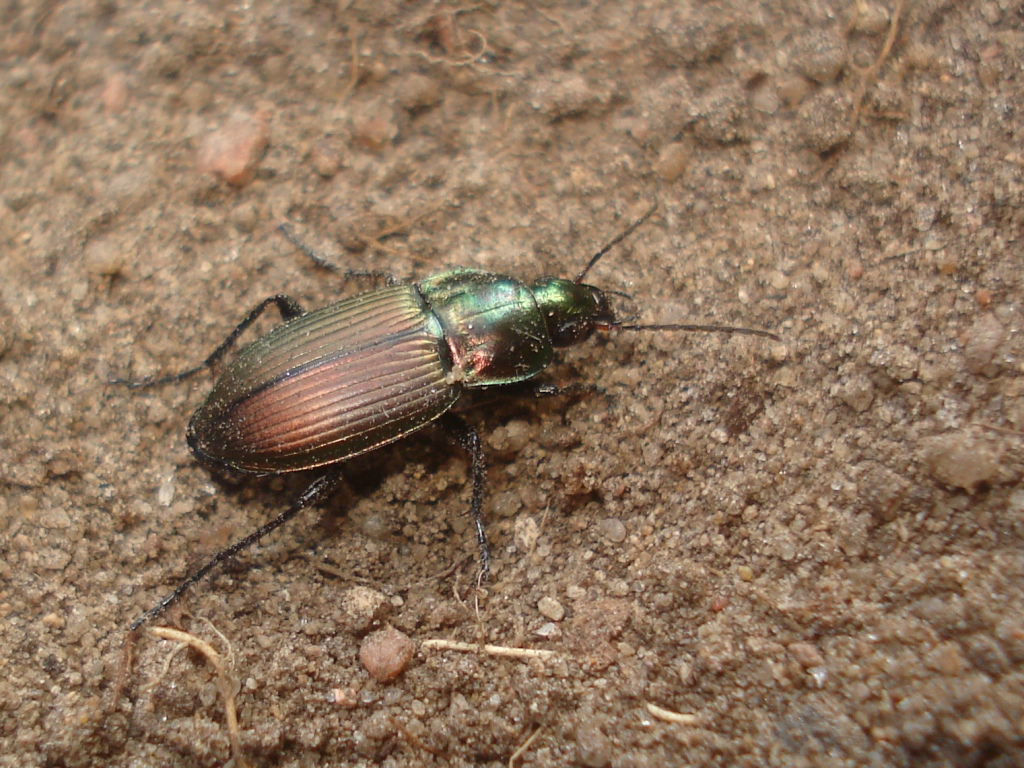
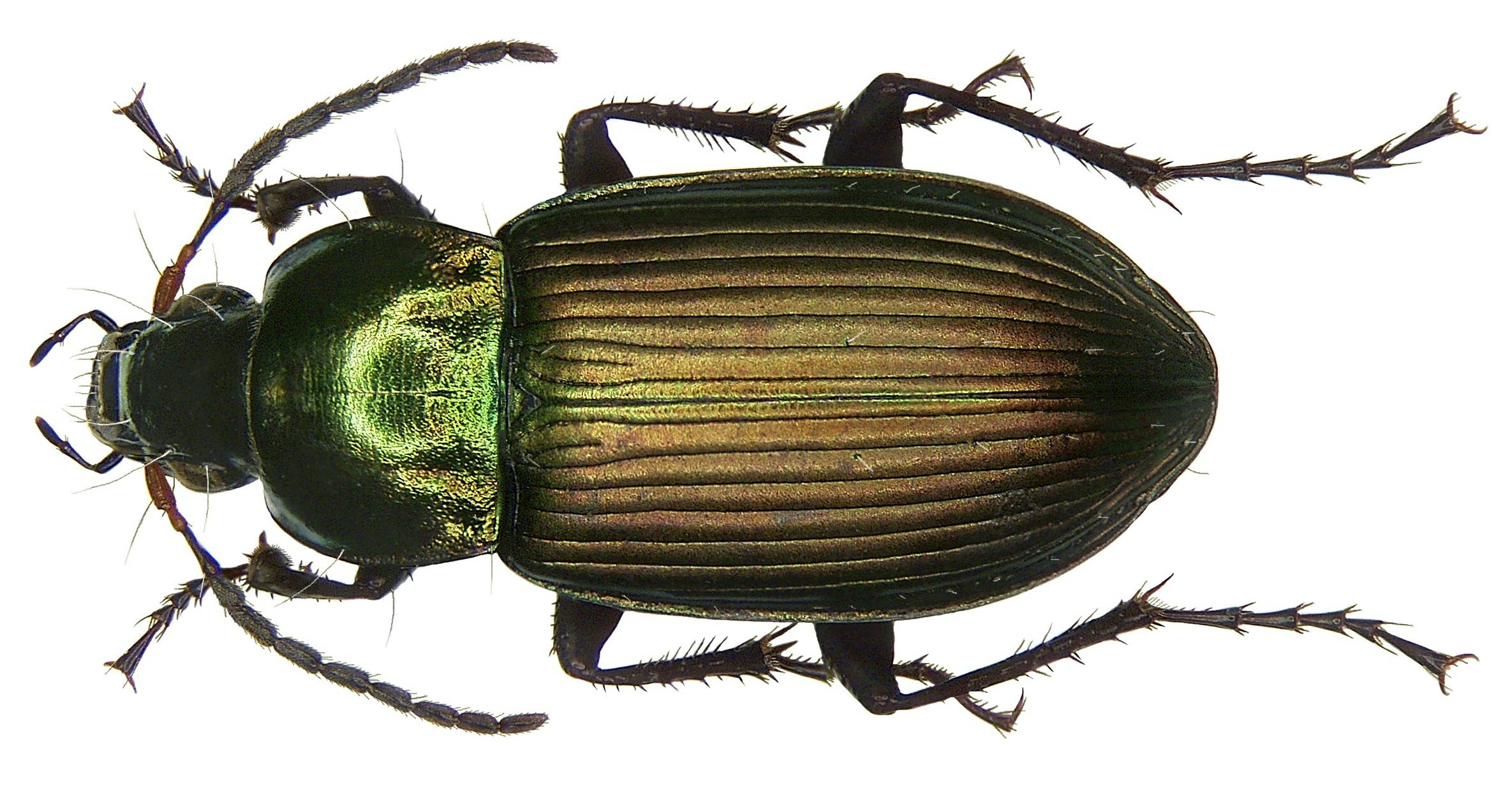
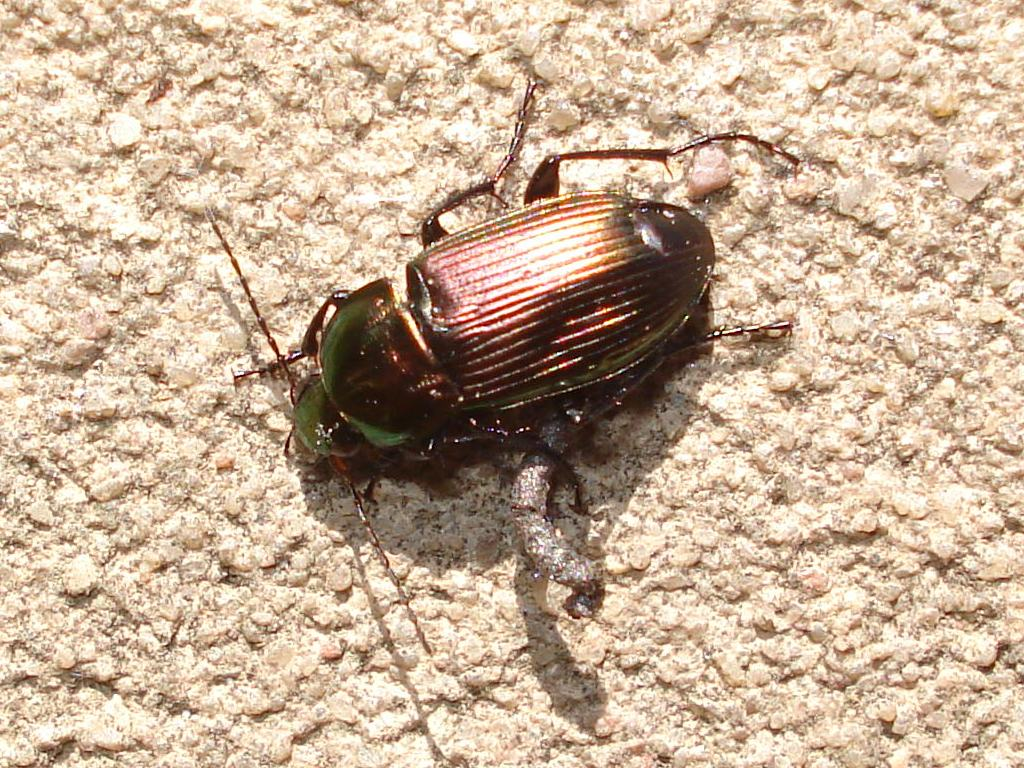